# Mad City
Pour plus de détails, voir Fiche technique et Distribution.
Mad City ou Reportage en direct au Québec est un film américain réalisé par Costa-Gavras, sorti en 1997.

## Synopsis
Le présentateur de télévision Max Brackett avait jadis une carrière prometteuse jusqu'à ce qu'il s'en prenne en direct à son grand rival, le journaliste vedette Kevin Hollander. Max travaille désormais sur une petite chaîne de télévision locale. Un jour, au hasard d'un petit reportage sans intérêt dans un musée, Max se retrouve au milieu d'une prise en otage provoquée par Sam Baily, un ancien employé du musée qui s'oppose à son licenciement. Max y voit alors l'opportunité d'un énorme scoop tout en prenant sa revanche sur Kevin Hollander. Max va alors s'inventer conseiller en communication de Sam en médiatisant la prise d'otage. Mais la pression devient trop forte et la situation dérape.

## Fiche technique
- Titre original et français : Mad City
- Titre québécois : Reportage en direct
- Réalisation : Costa-Gavras
- Scénario : Tom Matthews, d'après une histoire de Tom Matthews et Eric Williams
- Décors : Catherine Hardwicke
- Costumes : Deborah Nadoolman, Denise Cronenberg
- Photographie : Patrick Blossier
- Montage : Françoise Bonnot
- Musique : Thomas Newman (musique additionnelle : Philippe Sarde)
- Producteurs : Arnold Kopelson et Anne Kopelson
  - Producteurs délégués : Stephen Joel Brown, Wolfgang Glattes et Jonathan D. Krane
- Sociétés de production : Arnold Kopelson Productions et Punch Productions
- Distribution : Warner Bros. (États-Unis, France)
- Budget : 50 millions de dollars[1]
- Pays de production : États-Unis
- Langue originale : anglais
- Format : 2,35:1 - DTS - Dolby Digital - SDDS - 35 mm
- Genre : drame, thriller, policier
- Durée : 114 minutes
- Dates de sortie : 
  - États-Unis : 7 novembre 1997
  - France : 4 février 1998

## Distribution
- John Travolta (VF : Bernard Giraudeau) : Sam Baily
- Dustin Hoffman (VF : Richard Berry) : Max Brackett
- Mia Kirshner (VF : Olga Grumberg) : Laurie Callahan
- Alan Alda (VF : Jean Lescot) : Kevin Hollander
- Robert Prosky (VF : Raymond Baillet) : Lou Potts
- Blythe Danner (VF : Annie Bertin) : Mme Banks
- William Atherton (VF : Renaud Marx) : Malt Dohlen
- Ted Levine (VF : Frédéric Cerdal) : Chef Alvin Lemke
- Tammy Lauren (VF : Virginie Ogouz) : Miss Rose
- Lucinda Jenney (VF : Julie Dumas) : Jenny Baily
- Bill Nunn (VF : Med Hondo) : Cliff Williams
- Raymond J. Barry (VF: Pierre Dourlens) : l'agent Dobbins
- Akosua Busia (VF : Annie Milon) : Diane Williams
- Patricia Smith (VF : Claudie Chantal) : la mère de Jenny
- Larry King (VF : Robert Guilmard) : lui-même
- Jay Leno (VF : Philippe Peythieu) : lui-même (dans l'émission télévisée regardée par Dustin Hoffman et John Travolta dans le musée)
- John Landis (VF : Vincent Violette) : le docteur (caméo)

## Production
Le scénario Tom Matthews, aidé d'Eric Williams, s'inspire de la couverture médiatique du siège de Waco en 1993. Les médias, qui n'avaient aucune information fiable à l'époque, avaient été réduits à colporter des rumeurs et à dramatiser les faits.
Le tournage a lieu en Californie (Los Angeles, San José) et à New York.

## Accueil

### Critique
Le film reçoit des critiques plutôt mitigées. Sur le site français, allociné, ce film obtient la note de 3/5 pour 804 critiques. Sur l'agrégateur américain Rotten Tomatoes, il récolte 36% d'opinions favorables pour 28 critiques et une note moyenne de 5,17⁄10. Sur Metacritic, il obtient une note moyenne de 45⁄100 pour 23 critiques.
John Travolta est par ailleurs nommé aux Stinkers Bad Movie Awards dans la catégorie du pire acteur.

### Box-office
Le film est un flop au box-office. Avec un budget d'environ 50 millions de dollars, il n'en rapporte que 10 millions sur le sol américain.
| Pays ou région    | Box-office      | Date d'arrêt du box-office | Nombre de semaines |
| ----------------- | --------------- | -------------------------- | ------------------ |
| États-Unis Canada | 10 541 523 $    |                            |                    |
| France            | 347 475 entrées | -                          | -                  |
| Total mondial     | n/a             | -                          | -                  |

## Analyse
Gavras signe avec ce film une critique cinglante des grands médias et de leurs pouvoirs, la manipulation de l'information, de l'opinion publique[réf. nécessaire].